# Wulfila tinctus
Wulfila tinctus är en spindelart som beskrevs av Pelegrín Franganillo Balboa 1930. 
Wulfila tinctus ingår i släktet Wulfila och familjen spökspindlar. Artens utbredningsområde är Kuba. Inga underarter finns listade i Catalogue of Life.